# FC LeRK Brno
FC LeRK Brno byl český fotbalový klub z Brna. Založen byl roku 1910 v brněnské čtvrti Královo Pole, zanikl roku 1995 sloučením s klubem SK Prostějov.
Mezi největší úspěchy klubu patří postup do československé nejvyšší soutěže, které se účastnil v ročníku 1961/62 (viz níže), dále dorostenecký titul z roku 1940 a 2. místo dorostu ze sezony 1963/64 (v celostátním finále prohrál se Spartou Praha 0:1 doma a 0:2 venku).

## Historické názvy
Během své existence nesl řadu názvů:
- 1910 – Sparta Královo Pole
- 1922 – SK Královo Pole (Sportovní klub Královo Pole)
- 1948 – ZK GZ Královo Pole (Závodní klub Gottwaldovy závody Královo Pole)
- 1949 – ZSJ GZ Královo Pole (Závodní sokolská jednota Gottwaldovy závody Královo Pole)
- 1953 – DSO Spartak Královo Pole (Dobrovolná sportovní organisace Spartak Královo Pole)
- 1954 – TJ Spartak Královo Pole Brno (Tělovýchovná jednota Spartak Královo Pole Brno)
- 1961 – TJ Spartak KPS Brno (Tělovýchovná jednota Spartak Královopolské strojírny Brno)
- 1963 – TJ KPS Brno (Tělovýchovná jednota Královopolské strojírny Brno)
- 1978 – TJ KS Brno (Tělovýchovná jednota Královopolské strojírny Brno)
- 1993 – FC LeRK Brno (Football Club LeRK Brno)

Zkratka KPS (později KS) značila Královopolská strojírna, šlo o tzv. patronátní závod klubu. Zkratka GZ značila Gottwaldovy Závody (přechodný název Královopolské strojírny, poplatný tehdejšímu režimu a prezidentovi republiky Klementu Gottwaldovi). Zkratka LeRK značila „levně, rychle, kvalitně“, což byl název moravského obchodního řetězce a hl. sponzora klubu.
Roku 1949 byl klub sloučen s jiným brněnským klubem, Moravskou Slavií Brno, ta však byla 9. prosince 1965 obnovena sloučením se Slovanem Staré Brno, od nějž získala hřiště.

## Úspěchy

### A–tým
| Menší úspěchy |
| - Perleťový pohár (6× vítěz) - – ZSJ GZ Královo Pole: 1951, 1952, 1953; TJ Spartak Královo Pole Brno: 1958, 1959; TJ KPS Brno: 1963 |

V roce 1953 získal klub trofej do trvalého držení, neboť zvítězil třikrát za sebou. Obecně se nečekalo, že Dynamo (Slavia) Praha prohraje finále (neděle 2. srpna 1953, královopolští zvítězili 4:3) a pořadatelé budou muset nechat vyrobit nový pohár. Přestože původní plány žirovnických shořely jako papír, působilo jejich rozhořčení úsměvně:
„Poslední ročník (1953), kdy se hrálo o původní pohár, který vyrobil perleťářský mistr pan Peřina. V regulích turnaje stálo: vyhraje-li mužstvo pohár třikrát za sebou, zůstane trvale v jeho držení – a to se bohužel stalo.“
„Pořadatelé měli povinnost vždy pozvat k účasti obhájce trofeje, ale neponechali nic náhodě, a na Královo Pole pozvali slavnou Slavii, která hrála pod hlavičkou Dynamo (to se tenkrát nosilo – podle sovětského vzoru), která ale na Brňáky nestačila a proto žirovničtí o trofej přišli a museli nechat vyrobit pohár nový.“
„Z rozhořčení nad výsledkem ani nebylo dopsáno v Knize o konání turnaje konečné score. GZ Královo Pole první pohár vyhrálo dvakrát za sebou v roce 1951 a 1952, pro rok 1953 byla pozvána Dynamo (Slavia) Praha, se kterou se počítalo, že Královo Pole porazí a pohár tak bude pro Žirovnici zachráněn. To se však nestalo a GZ Královo Pole vítězstvím třikrát za sebou se stalo definitivním vítězem a majitelem prvního poháru.“
„Sestava Slavie Praha: Kabíček–Kocourek, Kalina–Morávek, Marek, Ipser–Hlaváček, Trubač, Bican, Štádler, Andrejkovič.“
Nový pohár vyrobil Miloslav Hejtmánek. Žirovničtí napodruhé neponechali nic náhodě a nový pohár je věčně putovní.
Svých prvních pět účastí proměnili královopolští pokaždé ve vítězství v turnaji, pošesté zvítězili ve 30. ročníku (1963), který byl posledním hraným na hřisti „v Baborách“.
Medailovou sbírku zkompletovali v roce 1960 (3. místo) a 1964 (2. místo). 31. ročník v roce 1964 – hrálo se poprvé na novém stadionu Budín – byl jejich osmou a zároveň poslední účastí v tomto turnaji.

### Mládež
| Domácí medaile                                                         |
| - Dorostenecká liga Čech a Moravy (1× vítěz) - – SK Královo Pole: 1940 |

## Ligová a pohárová účast
Přestože název Spartak KPS nesl klub jen krátce, nejvíce pod ním vstoupil ve známost, neboť právě pod tímto názvem hrál jedinkrát ve své historii 1. ligu. V sezóně 1961/62 se stal historicky 5. brněnským účastníkem nejvyšší soutěže (po SK Židenice – 1933/34, Moravské Slavii Brno – 1935/36, ZSJ MEZ Židenice – 1952 a Rudé hvězdě Brno – 1957/58), v nejvyšší soutěž však odehrál jen jednu sezonu.
Spartak KPS se zúčastnil jednoho ročníku Veletržního poháru (předchůdce Poháru UEFA), a to rovněž v sezóně 1961/62. Postup do Veletržního poháru v jeho počátcích nezajišťoval úspěch v domácí lize, ale veletržní povaha města, proto v prvních ročnících Československo reprezentovaly výhradně brněnské prvoligové kluby (1961/62: TJ Spartak KPS Brno, 1962/63 – 1966/67: TJ Spartak ZJŠ Brno). Vzhledem k podobnému dobovému názvu se Zbrojovkou Brno (Spartak ZJŠ), jsou výsledky Spartaku KPS ve Veletržním poháru často mylně připisovány právě Zbrojovce, zejména v zahraničních statistikách. Výsledky dalšího brněnského klubu, RH Brno, jsou naopak Zbrojovce připisovány právem, neboť došlo ke sloučení těchto dvou klubů.

## Umístění v jednotlivých sezonách
Legenda: Z – zápasy, V – výhry, R – remízy, P – porážky, VG – vstřelené góly, OG – obdržené góly, +/− – rozdíl skóre, B – body, červené podbarvení – sestup, zelené podbarvení – postup, fialové podbarvení – reorganizace, změna skupiny či soutěže
| Československo (1931–1939)             |                                                             |                                                             |                                                             |                                                             |                                                             |                                                             |                                                             |                                                             |                                                             |                                                             |                                                             |
| Sezóny                                 | Liga                                                        | Úroveň                                                      | Z                                                           | V                                                           | R                                                           | P                                                           | VG                                                          | OG                                                          | +/−                                                         | B                                                           | Pozice                                                      |
| 1931/32                                | I. A třída BZMŽF                                            | 3                                                           | 12                                                          | 5                                                           | 1                                                           | 6                                                           | 19                                                          | 22                                                          | −3                                                          | 11                                                          | 5.                                                          |
| ...                                    |                                                             |                                                             |                                                             |                                                             |                                                             |                                                             |                                                             |                                                             |                                                             |                                                             |                                                             |
| 1933/34                                | I. A třída BZMŽF                                            | 3                                                           | 18                                                          | 13                                                          | 3                                                           | 2                                                           | 46                                                          | 22                                                          | +24                                                         | 29                                                          | 1.                                                          |
| 1934/35                                | Moravskoslezská divize                                      | 2                                                           | 14                                                          | 4                                                           | 3                                                           | 7                                                           | 26                                                          | 35                                                          | −9                                                          | 11                                                          | 6.                                                          |
| 1935/36                                | Moravskoslezská divize                                      | 2                                                           | 22                                                          | 4                                                           | 3                                                           | 15                                                          | 37                                                          | 71                                                          | −34                                                         | 11                                                          | 11.                                                         |
| 1936/37                                | Moravskoslezská divize                                      | 2                                                           | 22                                                          | 6                                                           | 3                                                           | 13                                                          | 42                                                          | 72                                                          | −30                                                         | 15                                                          | 10.                                                         |
| 1937/38                                | Moravskoslezská divize                                      | 2                                                           | 26                                                          | 8                                                           | 3                                                           | 15                                                          | 48                                                          | 73                                                          | −25                                                         | 19                                                          | 11.                                                         |
| 1938/39                                | I. A třída BZMŽF                                            | 3                                                           | 26                                                          | …                                                           | …                                                           | …                                                           | …                                                           | …                                                           | …                                                           |                                                             | 2.                                                          |
| Protektorát Čechy a Morava (1939–1945) |                                                             |                                                             |                                                             |                                                             |                                                             |                                                             |                                                             |                                                             |                                                             |                                                             |                                                             |
| Sezóna                                 | Liga                                                        | Úroveň                                                      | Z                                                           | V                                                           | R                                                           | P                                                           | VG                                                          | OG                                                          | +/−                                                         | B                                                           | Pozice                                                      |
| 1939/40                                | I. A třída BZMŽF                                            | 3                                                           | 30                                                          | 21                                                          | 1                                                           | 8                                                           | 100                                                         | 43                                                          | +57                                                         | 43                                                          | 1.                                                          |
| 1940/41                                | Moravskoslezská divize                                      | 2                                                           | 26                                                          | 7                                                           | 3                                                           | 16                                                          | 51                                                          | 83                                                          | −32                                                         | 17                                                          | 12.                                                         |
| 1941/42                                | Moravskoslezská divize                                      | 2                                                           | 26                                                          | 7                                                           | 3                                                           | 16                                                          | 54                                                          | 100                                                         | −46                                                         | 17                                                          | 14.                                                         |
| 1942/43                                | I. A třída BZMŽF                                            | 3                                                           | 26                                                          | …                                                           | …                                                           | …                                                           | …                                                           | …                                                           | …                                                           |                                                             | 1.                                                          |
| 1943/44                                | Moravskoslezská divize                                      | 2                                                           | 26                                                          | 4                                                           | 6                                                           | 16                                                          | 42                                                          | 87                                                          | −45                                                         | 14                                                          | 14.                                                         |
| 1944/45                                | Končila druhá světová válka, pravidelné soutěže se nehrály. | Končila druhá světová válka, pravidelné soutěže se nehrály. | Končila druhá světová válka, pravidelné soutěže se nehrály. | Končila druhá světová válka, pravidelné soutěže se nehrály. | Končila druhá světová válka, pravidelné soutěže se nehrály. | Končila druhá světová válka, pravidelné soutěže se nehrály. | Končila druhá světová válka, pravidelné soutěže se nehrály. | Končila druhá světová válka, pravidelné soutěže se nehrály. | Končila druhá světová válka, pravidelné soutěže se nehrály. | Končila druhá světová válka, pravidelné soutěže se nehrály. | Končila druhá světová válka, pravidelné soutěže se nehrály. |
| Československo (1945–1993)             |                                                             |                                                             |                                                             |                                                             |                                                             |                                                             |                                                             |                                                             |                                                             |                                                             |                                                             |
| Sezóna                                 | Liga                                                        | Úroveň                                                      | Z                                                           | V                                                           | R                                                           | P                                                           | VG                                                          | OG                                                          | +/−                                                         | B                                                           | Pozice                                                      |
| 1945/46                                | I. A třída BZMŽF                                            | 3                                                           | 30                                                          | 21                                                          | 4                                                           | 5                                                           | 103                                                         | 46                                                          | +57                                                         | 46                                                          | 2.                                                          |
| 1946/47                                | I. A třída BZMŽF – I. okrsek (brněnský/horácký)             | 3                                                           | 22                                                          | 13                                                          | 5                                                           | 4                                                           | 85                                                          | 35                                                          | +50                                                         | 31                                                          | 1.                                                          |
| 1947/48                                | Moravskoslezská divize                                      | 2                                                           | 30                                                          | 11                                                          | 5                                                           | 14                                                          | 61                                                          | 61                                                          | 0                                                           | 27                                                          | 11.                                                         |
| 1948                                   | Zemská soutěž – sk. C                                       | 2                                                           | 11                                                          | 5                                                           | 3                                                           | 3                                                           | 26                                                          | 21                                                          | +5                                                          | 13                                                          | 4.                                                          |
| 1949                                   | Oblastní soutěž – sk. C                                     | 2                                                           | 26                                                          | 16                                                          | 3                                                           | 7                                                           | 68                                                          | 41                                                          | +27                                                         | 35                                                          | 3.                                                          |
| 1950                                   | Celostátní československé mistrovství II                    | 2                                                           | 22                                                          | 12                                                          | 3                                                           | 7                                                           | 47                                                          | 36                                                          | +11                                                         | 27                                                          | 3.                                                          |
| 1951                                   | Krajská soutěž – Brno                                       | 3                                                           | 18                                                          | 15                                                          | 1                                                           | 2                                                           | 72                                                          | 21                                                          | +51                                                         | 31                                                          | 1.                                                          |
| 1952                                   | Krajský přebor – Brno                                       | 3                                                           | 22                                                          | 21                                                          | 0                                                           | 1                                                           | 132                                                         | 20                                                          | +112                                                        | 42                                                          | 2.                                                          |
| 1953                                   | Celostátní československá soutěž – sk. B                    | 2                                                           | 11                                                          | 6                                                           | 1                                                           | 4                                                           | 23                                                          | 18                                                          | +5                                                          | 13                                                          | 3.                                                          |
| 1954                                   | Krajský přebor – Brno                                       | 3                                                           | 22                                                          | 13                                                          | 4                                                           | 5                                                           | 55                                                          | 29                                                          | +26                                                         | 30                                                          | 3.                                                          |
| 1955                                   | Oblastní soutěž – sk. D                                     | 3                                                           | 22                                                          | 12                                                          | 5                                                           | 5                                                           | 44                                                          | 28                                                          | +16                                                         | 29                                                          | 3.                                                          |
| 1956                                   | Oblastní soutěž – sk. D                                     | 3                                                           | 22                                                          | 16                                                          | 3                                                           | 3                                                           | 62                                                          | 21                                                          | +41                                                         | 35                                                          | 2.                                                          |
| 1957/58                                | Oblastní soutěž – sk. D                                     | 3                                                           | 33                                                          | 23                                                          | 4                                                           | 6                                                           | 78                                                          | 33                                                          | +45                                                         | 50                                                          | 1.                                                          |
| 1958/59                                | 2. liga – sk. B                                             | 2                                                           | 26                                                          | 4                                                           | 6                                                           | 16                                                          | 29                                                          | 61                                                          | −32                                                         | 14                                                          | 14.                                                         |
| 1959/60                                | Oblastní soutěž – sk. D                                     | 3                                                           | 28                                                          | 19                                                          | 3                                                           | 6                                                           | 86                                                          | 33                                                          | +53                                                         | 41                                                          | 1.                                                          |
| 1960/61                                | 2. liga – sk. B                                             | 2                                                           | 22                                                          | 14                                                          | 4                                                           | 4                                                           | 45                                                          | 29                                                          | +16                                                         | 32                                                          | 1.                                                          |
| 1961/62                                | 1. liga                                                     | 1                                                           | 26                                                          | 1                                                           | 3                                                           | 22                                                          | 22                                                          | 97                                                          | −75                                                         | 5                                                           | 14.                                                         |
| 1962/63                                | 2. liga – sk. B                                             | 2                                                           | 26                                                          | 12                                                          | 5                                                           | 9                                                           | 43                                                          | 31                                                          | +12                                                         | 29                                                          | 4.                                                          |
| 1963/64                                | 2. liga – sk. B                                             | 2                                                           | 26                                                          | 13                                                          | 4                                                           | 9                                                           | 59                                                          | 48                                                          | +11                                                         | 30                                                          | 5.                                                          |
| 1964/65                                | 2. liga – sk. B                                             | 2                                                           | 26                                                          | 8                                                           | 4                                                           | 14                                                          | 27                                                          | 45                                                          | −18                                                         | 20                                                          | 11.                                                         |
| 1965/66                                | Divize D                                                    | 3                                                           | 26                                                          | 12                                                          | 8                                                           | 6                                                           | 39                                                          | 21                                                          | +18                                                         | 32                                                          | 3.                                                          |
| 1966/67                                | Divize D                                                    | 3                                                           | 26                                                          | 10                                                          | 5                                                           | 11                                                          | 38                                                          | 50                                                          | −12                                                         | 25                                                          | 9.                                                          |
| 1967/68                                | Divize D                                                    | 3                                                           | 26                                                          | 8                                                           | 6                                                           | 12                                                          | 33                                                          | 39                                                          | −6                                                          | 22                                                          | 9.                                                          |
| 1968/69                                | Divize D                                                    | 3                                                           | 26                                                          | 9                                                           | 11                                                          | 6                                                           | 41                                                          | 35                                                          | +6                                                          | 29                                                          | 5.                                                          |
| 1969/70                                | 3. liga – sk. B                                             | 3                                                           | 30                                                          | 9                                                           | 8                                                           | 13                                                          | 35                                                          | 39                                                          | −4                                                          | 26                                                          | 13.                                                         |
| 1970/71                                | 3. liga – sk. B                                             | 3                                                           | 30                                                          | 12                                                          | 3                                                           | 15                                                          | 38                                                          | 42                                                          | −4                                                          | 27                                                          | 10.                                                         |
| 1971/72                                | 3. liga – sk. B                                             | 3                                                           | 30                                                          | 13                                                          | 4                                                           | 13                                                          | 47                                                          | 53                                                          | −6                                                          | 30                                                          | 8.                                                          |
| 1972/73                                | 3. liga – sk. B                                             | 3                                                           | 30                                                          | 11                                                          | 9                                                           | 10                                                          | 37                                                          | 34                                                          | +3                                                          | 31                                                          | 7.                                                          |
| 1973/74                                | 3. liga – sk. B                                             | 3                                                           | 30                                                          | 6                                                           | 8                                                           | 15                                                          | 28                                                          | 38                                                          | −10                                                         | 20                                                          | 15.                                                         |
| 1974/75                                | Divize D                                                    | 4                                                           | 30                                                          | 13                                                          | 8                                                           | 9                                                           | 37                                                          | 36                                                          | +1                                                          | 34                                                          | 5.                                                          |
| 1975/76                                | Divize D                                                    | 4                                                           | 30                                                          | 14                                                          | 7                                                           | 9                                                           | 39                                                          | 29                                                          | +10                                                         | 35                                                          | 3.                                                          |
| 1976/77                                | Divize D                                                    | 4                                                           | 30                                                          | 17                                                          | 7                                                           | 6                                                           | 48                                                          | 23                                                          | +25                                                         | 41                                                          | 1.                                                          |
| 1977/78                                | 1. ČNFL – sk. B                                             | 2                                                           | 30                                                          | 9                                                           | 9                                                           | 12                                                          | 30                                                          | 31                                                          | −1                                                          | 27                                                          | 14.                                                         |
| 1978/79                                | 1. ČNFL – sk. B                                             | 2                                                           | 30                                                          | 9                                                           | 11                                                          | 10                                                          | 19                                                          | 24                                                          | −5                                                          | 29                                                          | 9.                                                          |
| 1979/80                                | 1. ČNFL – sk. B                                             | 2                                                           | 30                                                          | 9                                                           | 9                                                           | 12                                                          | 34                                                          | 30                                                          | +4                                                          | 27                                                          | 13.                                                         |
| 1980/81                                | 1. ČNFL – sk. B                                             | 2                                                           | 30                                                          | 6                                                           | 4                                                           | 20                                                          | 28                                                          | 52                                                          | −24                                                         | 16                                                          | 14.                                                         |
| 1981/82                                | 2. ČNFL – sk. B                                             | 3                                                           | 30                                                          | 13                                                          | 4                                                           | 13                                                          | 35                                                          | 29                                                          | +6                                                          | 30                                                          | 6.                                                          |
| 1982/83                                | 2. ČNFL – sk. B                                             | 3                                                           | 30                                                          | 9                                                           | 11                                                          | 10                                                          | 32                                                          | 35                                                          | −3                                                          | 29                                                          | 9.                                                          |
| 1983/84                                | 2. ČNFL – sk. B                                             | 3                                                           | 30                                                          | 11                                                          | 6                                                           | 13                                                          | 30                                                          | 36                                                          | −6                                                          | 28                                                          | 11.                                                         |
| 1984/85                                | 2. ČNFL – sk. B                                             | 3                                                           | 30                                                          | 12                                                          | 5                                                           | 13                                                          | 43                                                          | 49                                                          | −6                                                          | 29                                                          | 9.                                                          |
| 1985/86                                | 2. ČNFL – sk. B                                             | 3                                                           | 30                                                          | 9                                                           | 11                                                          | 10                                                          | 35                                                          | 45                                                          | −10                                                         | 29                                                          | 9.                                                          |
| 1986/87                                | 2. ČNFL – sk. B                                             | 3                                                           | 30                                                          | 16                                                          | 3                                                           | 11                                                          | 50                                                          | 44                                                          | +6                                                          | 41                                                          | 5.                                                          |
| 1987/88                                | 2. ČNFL – sk. B                                             | 3                                                           | 28                                                          | 13                                                          | 11                                                          | 4                                                           | 42                                                          | 24                                                          | +18                                                         | 37                                                          | 1.                                                          |
| 1988/89                                | 1. ČNFL                                                     | 2                                                           | 30                                                          | 6                                                           | 6                                                           | 18                                                          | 24                                                          | 47                                                          | −23                                                         | 18                                                          | 16.                                                         |
| 1989/90                                | 2. ČNFL – sk. B                                             | 3                                                           | 30                                                          | 14                                                          | 5                                                           | 11                                                          | 58                                                          | 38                                                          | +20                                                         | 33                                                          | 6.                                                          |
| 1990/91                                | 2. ČNFL – sk. B                                             | 3                                                           | 30                                                          | 11                                                          | 9                                                           | 10                                                          | 54                                                          | 37                                                          | +17                                                         | 31                                                          | 9.                                                          |
| 1991/92                                | Moravskoslezská fotbalová liga                              | 3                                                           | 30                                                          | 11                                                          | 9                                                           | 10                                                          | 27                                                          | 30                                                          | −3                                                          | 31                                                          | 6.                                                          |
| 1992/93                                | Moravskoslezská fotbalová liga                              | 3                                                           | 30                                                          | 17                                                          | 7                                                           | 6                                                           | 56                                                          | 24                                                          | +32                                                         | 41                                                          | 3.                                                          |
| Česko (1993–1995)                      |                                                             |                                                             |                                                             |                                                             |                                                             |                                                             |                                                             |                                                             |                                                             |                                                             |                                                             |
| Sezóna                                 | Liga                                                        | Úroveň                                                      | Z                                                           | V                                                           | R                                                           | P                                                           | VG                                                          | OG                                                          | +/−                                                         | B                                                           | Pozice                                                      |
| 1993/94                                | 2. liga                                                     | 2                                                           | 30                                                          | 9                                                           | 6                                                           | 15                                                          | 35                                                          | 41                                                          | −6                                                          | 24                                                          | 11.                                                         |
| 1994/95                                | 2. liga                                                     | 2                                                           | 34                                                          | 17                                                          | 6                                                           | 11                                                          | 66                                                          | 36                                                          | +30                                                         | 57                                                          | 3.                                                          |

Poznámky:
- 1946/47: Po skončení ročníku bojoval SK Královo Pole[15] o postup do divize s vítězem druhé skupiny I. A třídy – tzv. slovácké, jímž byl SK Moravia Hodonín.[12][16] První utkání se hrálo v neděli 29. června 1947 v Hodoníně před zraky 2 500 diváků, řídil je sudí Kouřil a skončilo nerozhodně 1:1 (poločas 0:1, branky 76. Káňa – 44. Vonášek).[17] Odvetné utkání bylo sehráno v neděli 5. července téhož roku v Brně před návštěvou 5 000 diváků (rozhodčí Dvořák) a Královo Pole je vyhrálo 5:1 (poločas 1:0, branky Hrabčík 2, Hrubeš 2, Čiula – Koláček), čímž se kvalifikovalo do druhé nejvyšší soutěže.[18]
- 1950: Po sezoně došlo ke zrušení druhé ligy. První dva oddíly postoupily do Mistrovství československé republiky 1951, ostatní sestoupily.
- 1951: Za normálních okolností by klub postoupil do 2. ligy, ta však byla zrušena. Díky semifinálové účasti v domácím poháru nakonec postoupil MEZ Židenice a to přímo do Mistrovství československé republiky 1952.
- 1952: Vítězná Zbrojovka Brno (měla s Královopolskou lepší skóre ze vzájemných zápasů) se kvalifikovala do baráže o postup do nejvyšší soutěže v ročníku 1953, v níž neuspěla. V dodatečné kvalifikaci o brněnského účastníka druhé nejvyšší soutěže v ročníku 1953 byla vyřazena právě Královopolskou.[19]
- 1953: Tento ročník byl hrán jednokolově. Po skončení ročníku se každý z účastníků celostátní soutěže utkal s vítězem příslušného krajského přeboru ve dvojzápase. Vítěz tohoto střetnutí postoupil do druholigového ročníku 1954.
- 1957/58: Tento ročník byl hrán tříkolově (jaro 1957, podzim 1957, jaro 1958) z důvodu přechodu zpět na hrací systém podzim–jaro (v období 1949–1956 se hrálo po sovětském vzoru jaro–podzim).
- 1968/69: Po sezoně došlo k reorganizaci soutěží, kdy se Divize D stala jednou ze skupin 4. nejvyšší soutěže – prvních 9 mužstev postoupilo do 3. ligy – sk. B 1969/70, posledních 5 sestoupilo do Divize D 1969/70 (jako jedné ze skupin 4. nejvyšší soutěže).
- 1980/81: Po sezoně došlo k reorganizaci soutěží, vzniká 2. ČNFL (3. nejvyšší soutěž) do které sestoupilo posledních 8 týmů z 1. ČNFL.

## Prvoligová sezona 1961/62

### Hráčský kádr
Ladislav Krejčí (7/0/0),
Jaroslav Přeček (9/0/0),
Oldřich Sova (15/0/0) –
Lubomír Burýšek (23/1),
Milan Dobrotka (18/0),
Zdeněk Drlík (11/1),
Antonín Franta (13/2),
Jaroslav Handl (18/2),
Antonín Heřman (25/3),
Petr Kálal (2/0),
Pavel Kocman (17/0),
Zdeněk Kocman (8/1),
Ladislav Malý (7/1),
Ivan Novák (13/0),
Zdeněk Přibyl (14/1),
Zdeněk Rýc (21/2),
Vojtěch Sedlinský (1/0),
Ladislav Schejbal (23/7),
Josef Sobotka (22/0),
Jan Šanda (10/0),
Josef Škarka (23/1),
Václav Vonášek (6/0) –
trenéři Ervin Šima (1.–13. kolo) a Svatoslav Vrbka (14.–26. kolo)

### Jednotlivé zápasy
| Kolo | Datum         | D/V   | Soupeř                   | Výsledek (poločas)   | Střelci Královopolské |
| ---- | ------------- | ----- | ------------------------ | -------------------- | --------------------- |
| 1.   | NE 13.08.1961 | Doma  | Spartak Trnava           | nerozhodně 3:3 (1:2) | Schejbal 2, Škarka    |
| 2.   | NE 20.08.1961 | Venku | SONP Kladno              | prohra 1:4 (1:1)     | Schejbal              |
| 3.   | SO 26.08.1961 | Doma  | ČH Bratislava            | prohra 2:6 (2:3)     | Schejbal, Rýc         |
| 4.   | ST 30.08.1961 | Venku | Dukla Praha              | prohra 0:8 (0:2)     | –                     |
| 5.   | NE 03.09.1961 | Doma  | Spartak Praha Stalingrad | prohra 1:7 (0:1)     | Z. Kocman             |
| 6.   | SO 09.09.1961 | Venku | Tatran Prešov            | prohra 0:3 (0:2)     | –                     |
| 7.   | SO 16.09.1961 | Doma  | Dynamo Žilina            | výhra 2:1 (1:0)      | Heřman, Handl         |
| 8.   | NE 01.10.1961 | Doma  | Spartak LZ Plzeň         | prohra 1:2 (0:1)     | Schejbal              |
| 9.   | SO 14.10.1961 | Venku | Slovan CHZJD Bratislava  | prohra 0:5 (0:1)     | –                     |
| 10.  | NE 22.10.1961 | Doma  | Spartak Praha Sokolovo   | nerozhodně 1:1 (0:0) | Burýšek               |
| 11.  | SO 04.11.1961 | Venku | Spartak Hradec Králové   | prohra 0:3 (0:1)     | –                     |
| 12.  | NE 12.11.1961 | Doma  | Baník Ostrava            | nerozhodně 2:2 (1:1) | Schejbal, Rýc         |
| 13.  | NE 19.11.1961 | Venku | Slovan Nitra             | prohra 1:5 (0:3)     | Přibyl                |
| 14.  | NE 04.03.1962 | Venku | Spartak Trnava           | prohra 3:5 (2:3)     | Heřman, Drlík, Handl  |
| 15.  | NE 11.03.1962 | Doma  | SONP Kladno              | prohra 0:1 (0:0)     | –                     |
| 16.  | SO 17.03.1962 | Venku | ČH Bratislava            | prohra 0:4 (0:3)     | –                     |
| 17.  | NE 25.03.1962 | Doma  | Dukla Praha              | prohra 1:8 (0:5)     | Heřman                |
| 18.  | NE 01.04.1962 | Venku | Spartak Praha Stalingrad | prohra 1:2 (0:1)     | Franta                |
| 19.  | ST 11.04.1962 | Venku | Spartak Praha Sokolovo   | prohra 0:2 (0:1)     | –                     |
| 20.  | SO 14.04.1962 | Doma  | Tatran Prešov            | prohra 0:2 (0:2)     | –                     |
| 21.  | SO 28.04.1962 | Venku | Dynamo Žilina            | prohra 0:3 (0:1)     | –                     |
| 22.  | ST 02.05.1962 | Venku | Spartak LZ Plzeň         | prohra 0:3 (0:2)     | –                     |
| 23.  | NE 06.05.1962 | Doma  | Slovan CHZJD Bratislava  | prohra 1:5 (1:0)     | Schejbal              |
| 24.  | ST 04.07.1962 | Doma  | Spartak Hradec Králové   | prohra 0:3 (0:1)     | –                     |
| 25.  | NE 08.07.1962 | Venku | Baník Ostrava            | prohra 0:6 (0:3)     | –                     |
| 26.  | NE 15.07.1962 | Doma  | Slovan Nitra             | prohra 2:3 (1:2)     | Malý, Franta          |

## Výsledky ve Veletržním poháru v sezóně1961/62
1. předkolo, 1. zápas (27. září 1961 v Brně – Srbská)

TJ Spartak Brno KPS – Leipzig XI 2:2 (1:2)

Branky: 9. a 47. (PK) Ladislav Schejbal – 13. a 44. (PK) Rainer Trölitzsch.

Rozhodčí: Gyula Balla (Maďarsko).

Diváci: 1 500

KPS (3-2-5): Jaroslav Přeček – Zdeněk Přibyl, Josef Sobotka, Milan Dobrotka – Josef Škarka, Jan Šanda – Jaroslav Handl, Zdeněk Kocman, Antonín Heřman, Ladislav Schejbal, Zdeněk Rýc. Trenér: Ervin Šima.

Lipsko (3-2-5): Dieter Sommer – Dieter Scherbarth, Michael Faber, Heinz Herrmann – Peter Gießner, Karl Drößler – Dieter Engelhardt, Reinhard Trölitzsch, Arno Zerbe, Dieter Fischer, Werner Gase. Trenér: Martin Schwendler.
1. předkolo, 2. zápas (4. října 1961 v Lipsku – Zentralstadion)

Leipzig XI – TJ Spartak Brno KPS 4:1 (3:0)

Branky: 17. a 21. Henning Frenzel, 36. a 55. Arno Zerbe – 64. Ladislav Schejbal.

Rozhodčí: Marcel Raeymaekers (Belgie).

Diváci: 15 000

Lipsko (3-2-5): Wolfgang Klank – Dieter Scherbarth, Michael Faber, Claus Pfeufer – Peter Gießner, Karl Drößler – Werner Gase, Reinhard Trölitzsch, Henning Frenzel, Dieter Fischer, Arno Zerbe. Trenér: Martin Schwendler.

KPS (3-2-5): Oldřich Sova (22. Jaroslav Přeček) – Zdeněk Přibyl, Václav Vonášek, Milan Dobrotka – Josef Sobotka, Jan Šanda – Zdeněk Rýc, Antonín Heřman, Ladislav Malý, Ladislav Schejbal, Zdeněk Kocman. Trenér: Ervin Šima.

## TJ KS Brno „B“
TJ KS Brno „B“ byl rezervním mužstvem Královopolské, které se pohybovalo převážně v krajských soutěžích.

### Umístění v jednotlivých sezonách
Legenda: Z – zápasy, V – výhry, R – remízy, P – porážky, VG – vstřelené góly, OG – obdržené góly, +/− – rozdíl skóre, B – body, červené podbarvení – sestup, zelené podbarvení – postup, fialové podbarvení – reorganizace, změna skupiny či soutěže
| Československo (1952–1985) |                                              |        |    |    |    |    |    |    |     |    |        |
| Sezóny                     | Liga                                         | Úroveň | Z  | V  | R  | P  | VG | OG | +/− | B  | Pozice |
| 1952                       | Krajský přebor – Brno                        | 2      | 22 | 10 | 3  | 9  | 53 | 61 | −8  | 23 | 5.     |
| …                          |                                              |        |    |    |    |    |    |    |     |    |        |
| 1954                       | I. B třída Brněnského kraje – sk. ?          | 5      | 22 | …  | …  | …  | …  | …  | …   |    |        |
| 1955                       | I. B třída Brněnského kraje – sk. ?          | 5      | 22 | …  | …  | …  | …  | …  | …   |    |        |
| 1956                       | I. A třída Brněnského kraje – sk. ?          | 4      | 22 | …  | …  | …  | …  | …  | …   |    | 4.     |
| …                          |                                              |        |    |    |    |    |    |    |     |    |        |
| 1962/63                    | I. třída Jihomoravského kraje – sk. D        | 4      | 26 | 11 | 7  | 8  | 56 | 37 | +19 | 29 | 5.     |
| 1963/64                    | I. A třída Jihomoravského kraje – sk. A      | 4      | 26 | …  | …  | …  | …  | …  | …   |    |        |
| …                          |                                              |        |    |    |    |    |    |    |     |    |        |
| 1972/73                    | I. A třída Jihomoravského kraje – sk. A      | 6      | 26 | 10 | 7  | 9  | 40 | 38 | +2  | 27 | 7.     |
| 1973/74                    | I. A třída Jihomoravského kraje – sk. A      | 6      | 26 | 11 | 5  | 10 | 39 | 35 | +4  | 27 | 7.     |
| 1974/75                    | I. A třída Jihomoravského kraje – sk. A      | 6      | 26 | 13 | 5  | 8  | 46 | 31 | +15 | 31 | 2.     |
| 1975/76                    | I. A třída Jihomoravského kraje – sk. A      | 6      | 26 | 13 | 7  | 6  | 35 | 25 | +10 | 33 | 2.     |
| 1976/77                    | I. A třída Jihomoravského kraje – sk. A      | 6      | 26 | 8  | 6  | 12 | 30 | 38 | −8  | 22 | 10.    |
| 1977/78                    | I. A třída Jihomoravského kraje – sk. B      | 5      | 26 | …  | …  | …  | …  | …  | …   |    |        |
| 1978/79                    | I. A třída Jihomoravského kraje – sk. A      | 5      | 26 | 8  | 8  | 10 | 35 | 38 | −3  | 22 | 12.    |
| …                          |                                              |        |    |    |    |    |    |    |     |    |        |
| 1984/85                    | Jihomoravská krajská soutěž I. třídy – sk. C | 6      | 30 | 9  | 10 | 11 | 50 | 37 | +13 | 28 | 7.     |